# Brystkasse
Brystkassen, eller thorax (fra Græsk θώραξ thorax "brystpanser" via latin: thorax) er en del af kroppen i mange hvirveldyr som har til funktion at danne en fast struktur i brysthulen, da dette er nødvendigt for skabelsen af undertryk til vejrtrækning. Denne struktur forsynes af ribbenene, som også beskytter brysthulens indhold og agerer tilhæftningspunkt for brystmuskulaturen. Betegnelsen thorax anvendes fra begyndelsen af incisura jugularis og nøglebenene, hele vejen ned til bunden af ribbenskurvaturene.

## Struktur
Brystkassen har en kegleformet struktur, smallest i toppen og bredest i midten, med en opad konveks forflade dannet af ribbenskurvaturene.

### Indhold
I mennesket er brystkassen meget central, hvilket gør den ideelt sæde for kredsløbsorganer såsom hjertet og de tilhørende lunger. Hjertets tilstedeværelse betyder også at brystkassen indeholder en række enorme kar, såsom aorta og de to venae cavae. Den øverste del af spiserøret passerer også igennem thorax i form af øsofagus, som løber sammen med det øvre åndedrætssystem i form af luftrøret som deler sig til de to bronkier i thorax.
Muskelmæssigt er brystkassen tilhæftningssted for bl.a. pectoralis major (den store brystmuskel), trapezius. På ydersiden er brystkassen beklædt af hud, brystvorterne, og hos kvinder også brysterne.

#### Knogler
Brystkassens kendetegn er knoglestrukturen som opretholder den, dannet hovedsageligt af ribbenene. Ribbenene forløber sig fra brysthvirvlerne (T1 til T12) og betegnes på latin costae I til XII. Udover ribbenene findes brystbenet og naturligvis også den thorakale del af rygsøjlen også i brystkassen.
Costae 1-10 danner ribbenskurvaturen, som er den opadvendende knogle-brusk bro imellem ribbenene og sternum synlig på forsiden af brystkassen. De sidste to ribben, costae 11 og 12, er ikke del af ribbenskurvaturen og benævnes på engelsk floating ribs (svævende ribben).